# Mercedes-Benz CLR
Vous lisez un « article de qualité » labellisé en 2021.
Chronologie des modèles (1999)
Mercedes-Benz CLK LM
La Mercedes-Benz CLR est une voiture de course conçue et développée par HWA AG, le département dédié à la compétition du préparateur automobile Mercedes-AMG, engagé en tant qu'écurie en endurance. Elle répond à la règlementation LMGTP (Le Mans Grand Touring Prototype) de l'Automobile Club de l'Ouest.
La CLR, développée dès septembre 1998, est spécialement conçue pour une participation à l'édition 1999 des 24 Heures du Mans, compétition que Mercedes-Benz avait remportée pour la dernière fois en tant que motoriste de l'écurie Sauber en 1989. Elle succède aux Mercedes-Benz CLK GTR et Mercedes-Benz CLK LM, engagées respectivement en championnat FIA GT en 1997 et en 1998. Comme ses devancières, la CLR conserve des éléments de carrosserie issus des voitures de série du constructeur allemand et un moteur V8 GT108C dont la base est le moteur M 119 qui propulse la plupart des modèles de Mercedes-Benz. La CLR se distingue cependant par sa faible hauteur et ses très longs porte-à-faux visant à réduire au maximum son appui aérodynamique.
Après environ 35 000 kilomètres d'essais réalisés avec succès entre février et avril 1999, trois exemplaires de la CLR sont engagés aux 24 Heures du Mans. Si ses pilotes se qualifient en quatrième, septième et dixième positions et sont relégués à plusieurs secondes au tour de la Toyota GT-One, favorite de l'épreuve, la CLR marque les esprits par son instabilité aérodynamique en ligne droite à vitesse élevée, causée par une longueur de porte-à-faux excessive : ainsi, la CLR no 4 de Mark Webber s'envole lors des qualifications et subit d'importants dégâts, forçant les mécaniciens à la réparer intégralement. Lors de la séance d'échauffement, le samedi matin précédant la course, l'Australien est victime d'un accident similaire dès son premier tour de piste. Malgré ces deux graves accidents, Mercedes-Benz décide de participer à la course avec deux prototypes auxquels sont ajoutées deux ailettes à l'avant pour augmenter l'appui aérodynamique, la CLR no 4 ne pouvant pas être réparée à temps.
En course, après plus de quatre heures d'épreuve, Peter Dumbreck, en lutte au volant de la CLR no 5 avec la GT-One no 2 de Thierry Boutsen pour la deuxième place, subit la même instabilité aérodynamique que la CLR no 4, s'envole, passe au-dessus des barrières de sécurité et s'écrase dans une clairière à proximité du circuit. Ce nouvel accident, sans gravité pour Dumbreck, conduit Mercedes-AMG à retirer immédiatement la CLR restante de la course par précaution et à mettre fin à son programme d'endurance, en annulant sa participation aux trois dernières manches de l'American Le Mans Series 1999. Enfin, la sécurité des pilotes est améliorée à la faveur d'une modification de la réglementation de la catégorie Prototype et de travaux entrepris sur le circuit de la Sarthe.

## Contexte et développement

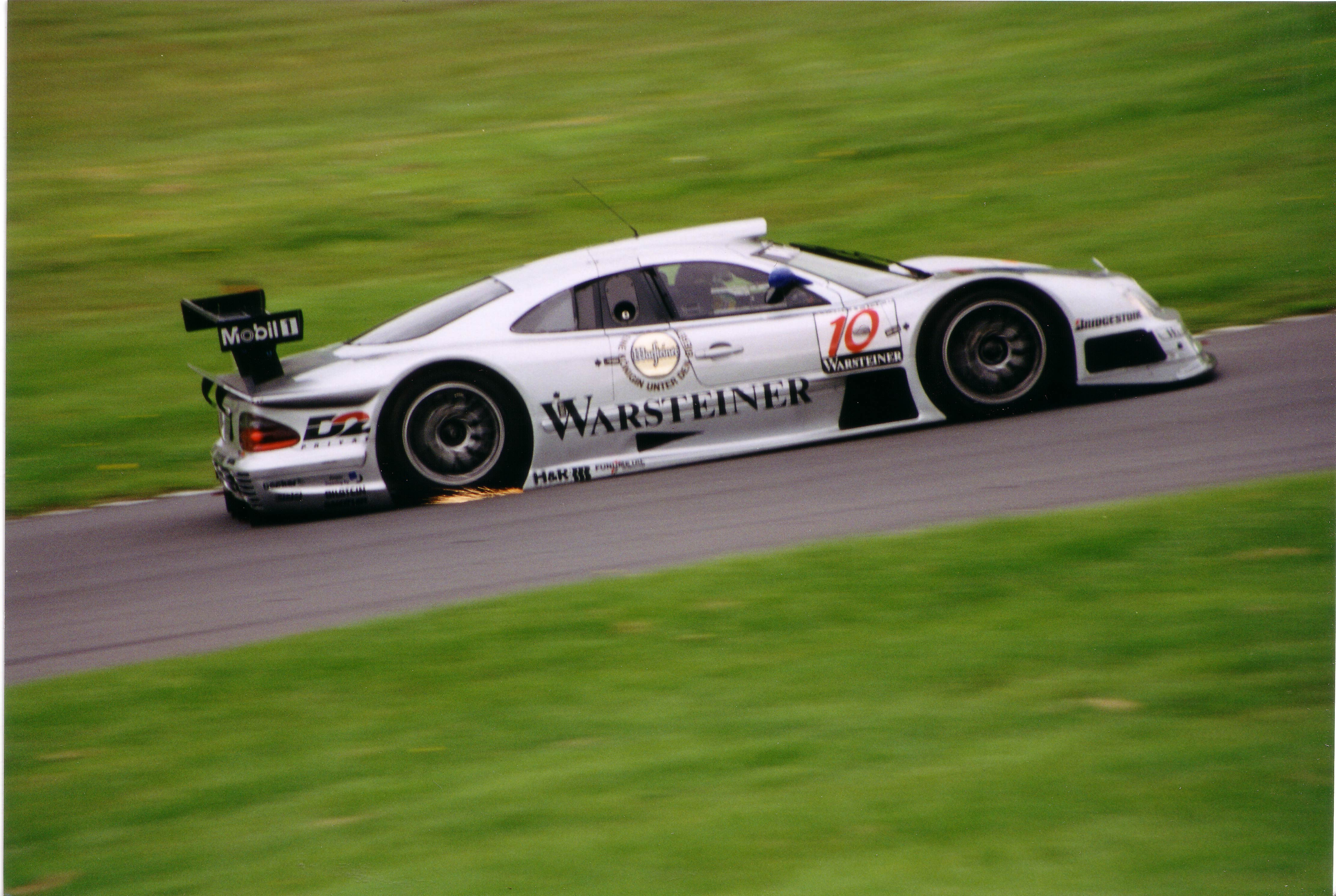
La Mercedes-Benz CLK GTR remporte la première édition du championnat FIA GT en 1997.

En 1996, le programme de compétition de Mercedes-Benz comportait l'International Touring Car Championship (ITCC) en tant que constructeur, ainsi que la Formule 1 et l'IndyCar World Series, en tant que motoriste. À la suite de la disparition de l'ITCC à la fin de la saison 1996, Mercedes-Benz s'engage dans le nouveau Championnat FIA GT qui fait ses débuts en 1997. AMG, le préparateur de course de Mercedes, est chargé de développer une voiture répondant à la réglementation GT1 de la Fédération Internationale de l'Automobile pour le nouveau championnat. Ainsi, la Mercedes-Benz CLK GTR, inspirée de la McLaren F1 GTR victorieuse aux 24 Heures du Mans 1995 et dont le constructeur allemand a acheté un exemplaire à l'écurie Larbre Compétition pour en étudier sa conception, est conçue pour être utilisée à la fois comme voiture de course et comme voiture de route accessible au public car le règlement de la compétition exige que les voitures engagées soient basées sur des modèles de production,. Les CLK GTR connaissent le succès dès leur première saison en remportant sept des onze courses, ainsi que les championnats des constructeurs et des pilotes, avec Bernd Schneider,.

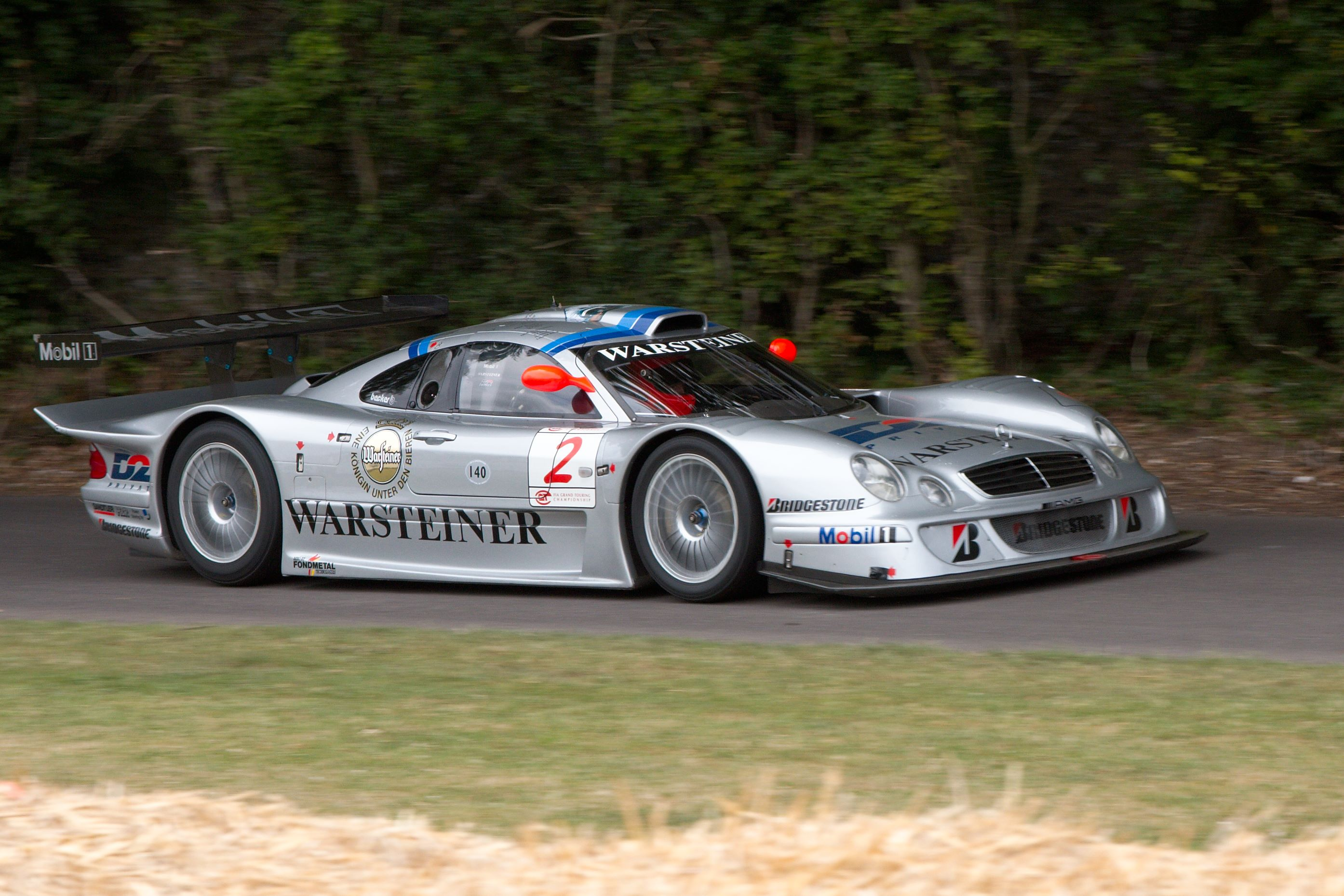
En 1998, la Mercedes-Benz CLK LM écrase le championnat FIA GT mais échoue à remporter les 24 Heures du Mans.

Pour la saison 1998, AMG affine la conception de la CLK GTR avec le lancement de la nouvelle CLK LM. L'évolution majeure est le remplacement du moteur V12 par un bV8 plus petit, considéré par Mercedes comme plus adapté pour disputer les épreuves d'endurance les plus longues, telles que les 24 Heures du Mans, une course ne faisant pas partie du calendrier du championnat FIA GT mais pour laquelle la firme allemande s'engage pour la première fois depuis 1955. Lors de l'épreuve mancelle, la CLK LM n'est pas fiable et les deux exemplaires engagés abandonnent sur défaillance mécanique après moins de trois heures de course, malgré une qualification en pole position et à la troisième place,. La course est remportée par Porsche, la rivale de Mercedes au championnat. Le constructeur allemand remporte toutefois son deuxième titre consécutif constructeurs et des pilotes, avec Klaus Ludwig et Ricardo Zonta, après avoir remporté les dix courses du championnat,,.
La domination de Mercedes et les coûts élevés de développement de la catégorie GT1 poussent la plupart des constructeurs à quitter le championnat FIA GT, ce qui conduit la FIA à supprimer cette catégorie pour la saison 1999. L'Automobile Club de l'Ouest (ACO), qui organise les 24 Heures du Mans, suit la FIA et n'autorise plus la participation des voitures de catégorie GT1. Néanmoins, si le championnat FIA GT n'engage que des bolides de catégorie GT2, l'ACO crée une nouvelle catégorie de voitures de course Le Mans Grand Touring Prototype (LMGTP). La réglementation, pour les prototypes à cockpit fermé, est similaire à l'ancienne réglementation GT1 mais partage de nombreux points communs avec la catégorie Le Mans Prototype à cockpit ouvert (LMP) déjà existante au Mans. Ainsi, les anciennes voitures GT1 peuvent être adaptées à la nouvelle catégorie tout en se débarrassant de leurs anciennes contraintes réglementaires liées à l'homologation routière. Mercedes, ne pouvant plus disputer le championnat FIA GT avec les CLK LM, se concentre donc sur la nouvelle catégorie LMGTP de l'ACO,.

## Création du prototype
Mercedes-Benz entame la conception d'une voiture de course conforme à la règlementation LMGTP en septembre 1998 alors que le constructeur allemand achève sa deuxième saison en championnat FIA GT. Le développement de la CLR est confiée à HWA AG, le département compétition de Mercedes-AMG qui devient une société indépendante en 1999. La réglementation de la catégorie LMGTP n'exige pas la conception de voitures ayant une version commercialisée au public, ce qui permet à Gerhard Ungar, l'ingénieur en chef de HWA, de développer la CLR sans se soucier des contraintes liées au confort du conducteur ou d'homologation pour la route. En outre, le passage de la catégorie GT1 au LMGTP permet d'abaisser le poids minimum autorisé de la voiture de 950 à 900 kg,,.
D'une masse de 914 à 925 kilogrammes, la Mercedes-Benz CLR est longue de 4 893 mm, large de 1 999 mm et haute de 1 012 mm. Son empattement est de 2 670 mm, son porte-à-faux avant de 1 090 mm et son porte-à-faux arrière de 1 140 mm. La CLR est dotée d'une carrosserie monocoque en fibre de carbone et d'une structure en nid d'abeille en aluminium. La monocoque est conçue pour sa partie inférieure en fibre de carbone et du cadre tubulaire en acier de la CLK LM et d'une moitié supérieure en carbone et en aluminium pour satisfaire au poids du cockpit imposé pour la catégorie LMGTP. Cette carrosserie est plus étroite et moins haute de dix centimètres que celle de la CLK LM tandis que le nez de la voiture est plus bas et plus plat, eu égard à un empattement plus court permettant des porte-à-faux plus longs. L'aérodynamique de la CLR est développée en soufflerie à l'université de Stuttgart, avec l'assistance de la société Fondmetal. Le prototype, dépourvu de louvre et doté de très peu de prises d'air, adopte une carrosserie lisse de faible traînée afin d'optimiser sa vitesse de pointe à un maximum de 349 km/h. Enfin, la CLR rappelle les voitures de route du constructeur allemand en reprenant les feux arrière de la Classe CLK ainsi que la calandre et les phares avant de la Classe CL,,,,.

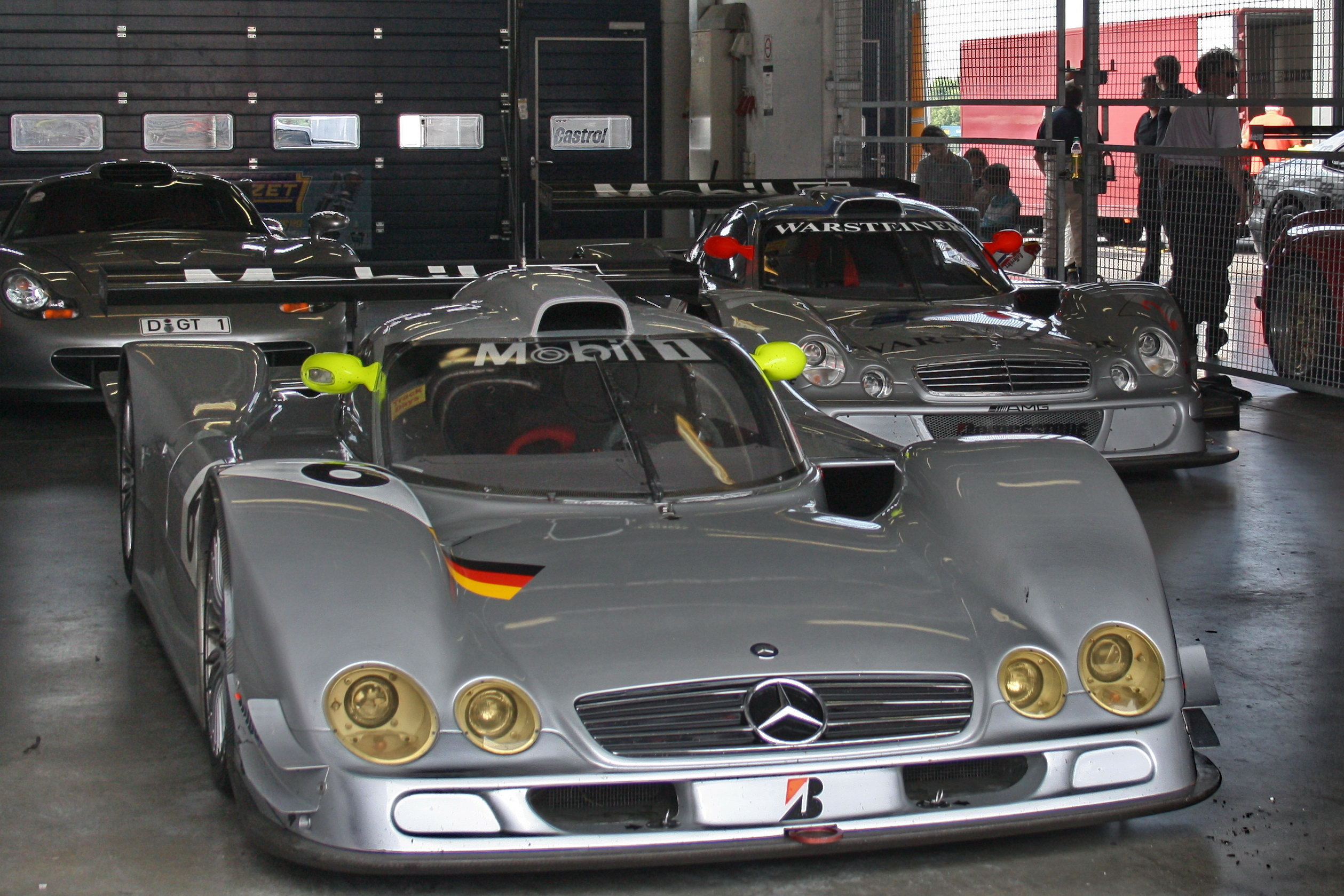
L'avant de la Mercedes-Benz CLR, en exposition en 2009 au Nürburgring.

La CLR est propulsée par un moteur V8 atmosphérique Mercedes-Benz GT108C de 5 721 cm3 de cylindrée, ouvert à 90 degrés, développant 600 chevaux à 7 000 tours par minute. Il s'agit d'un moteur central longitudinal à quatre soupapes par cylindre, basé sur le moteur M 119 utilisé pour les voitures de route du constructeur. Une précédente variante de ce bloc, montée sur la Sauber C9, avait remporté les 24 Heures du Mans en 1989. La cylindrée du moteur GT108C est portée de 5 à 5,7 litres par rapport au bloc GT108B de la Mercedes-Benz CLK LM pour compenser les restrictions du limiteur d'admission d'air imposées par la réglementation LMGTP. Le système d'alimentation en carburant à injection directe électronique est fourni par Bosch Motronic. Le premier exemplaire du moteur est achevé et testé en décembre 1998. La transmission, issue de la CLK LM, est assurée par une boîte de vitesses manuelle transversale à six vitesses à gestion séquentielle développée en collaboration avec la société X-Trac,,,.
Les suspensions de la CLR diffèrent de ceux de la CLK LM par l'ajout d'un ressort central sur la suspension arrière. Les suspensions sont constituées d'une tige de poussée, de doubles triangles, d'un amortisseur fourni par Penske et d'une barre antiroulis. À l'avant, la suspension est fixée sur la monocoque tandis qu'à l'arrière elle est fixée sur le carter de la boîte de vitesses. Les disques de frein en carbone et en céramique à ventilation interne sont conçus par Hitco et les étriers en aluminium à six pistons par AP Racing. Les pneumatiques de dix-huit pouces sont fournis par Bridgestone et les jantes en magnésium par OZ Racing. Enfin, le carburant Mobil 1 (qui fournit aussi les lubrifiants) est stocké dans un réservoir de 90 litres,,.

## Choix des pilotes
Dans le cadre de la présentation de son programme d'endurance en février 1999, Mercedes-Benz annonce l'engagement de neuf pilotes. Cinq sont issus du programme du constructeur allemand en championnat FIA GT : l'Australien Mark Webber, le Français Jean-Marc Gounon et l'Allemand Marcel Tiemann se voient confier la Mercedes-Benz CLR no 4 tandis que le Français Christophe Bouchut et l'Allemand Bernd Schneider sont chacun associés à deux nouveaux,.
La CLR no 5 est ainsi pilotée par Bouchut, l'Allemand Nick Heidfeld, pilote-essayeur de l'écurie McLaren-Mercedes en Formule 1 et novice en endurance, et par le Britannique Peter Dumbreck, champion du Japon de Formule 3 et vainqueur du Grand Prix de Macao en 1998,.
Schneider est associé, dans la CLR no 6, au Français Franck Lagorce, transfuge de Nissan Motorsports, et au Portugais Pedro Lamy, vainqueur du championnat FIA GT 1998 dans la catégorie GT2 et en provenance de l'équipe Oreca,.
Enfin, Mercedes recrute le Britannique Darren Turner, qui officie également à ce poste en Formule 1 pour McLaren-Mercedes, comme pilote de réserve ; il ne roule que neuf heures avec la CLR lors d'un essai de trente-six heures sur le circuit Paul-Ricard, en remplacement de Peter Dumbreck.

## Essais de préparation

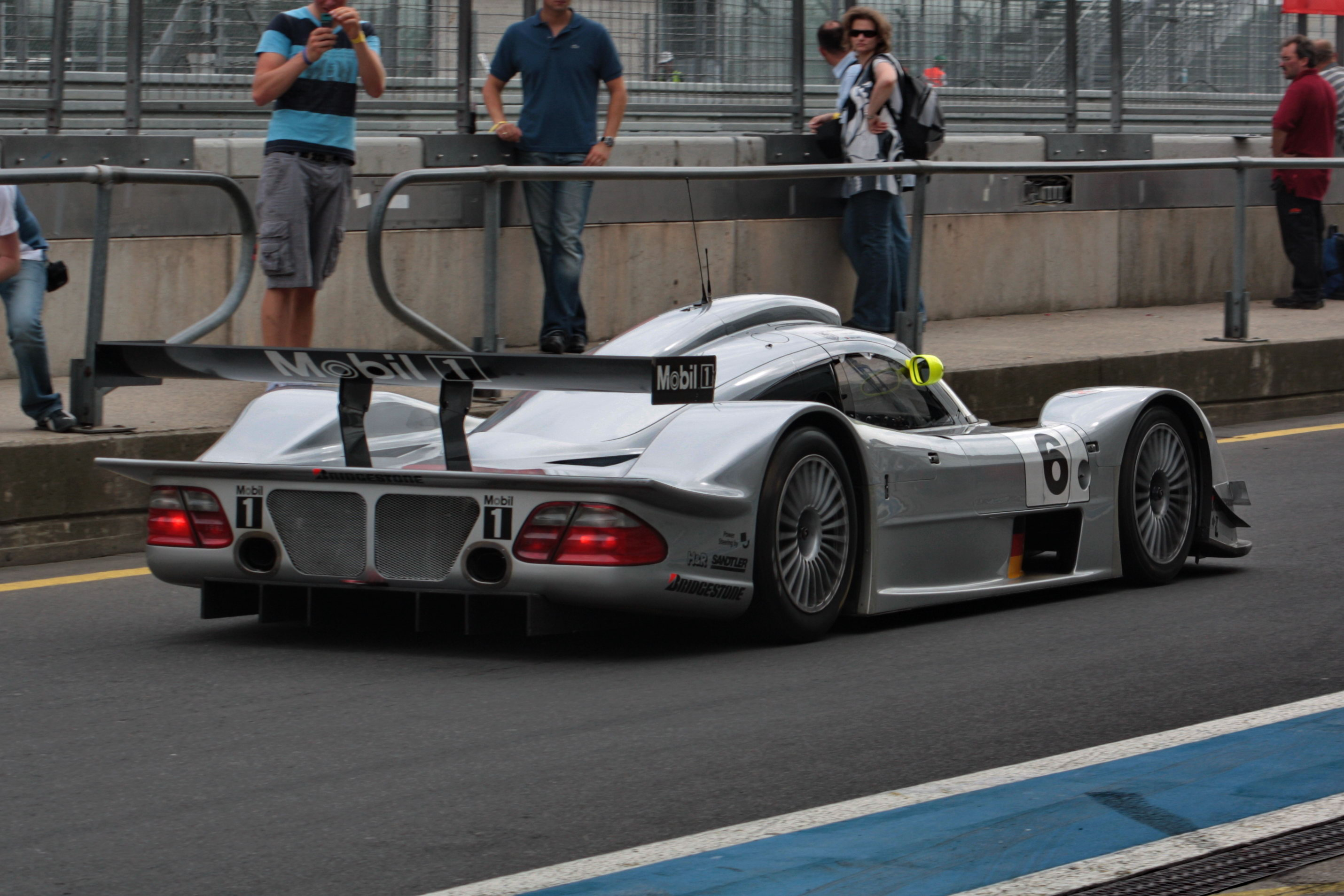
Vue arrière de la Mercedes-Benz CLR, lors d'une démonstration au Nürburgring en 2009.

Mercedes-Benz annonce son programme d'endurance en février 1999. Un peu plus tard, le 22 février, le constructeur allemand envoie deux exemplaires de sa CLR sur Le California Speedway, un circuit qui offre un tracé routier et un anneau de vitesse, situé à Fontana aux États-Unis, appartenant à Roger Penske, le patron de l'écurie éponyme de CART et dont les monoplaces sont motorisées par Mercedes. De nombreuses sessions de cinq à six journées y sont organisées, avec des simulations de course de vingt-quatre à trente heures : en mars, la CLR a déjà effectué 5 000 kilomètres d'essais. La préparation se poursuit jusqu'en avril au Homestead-Miami Speedway en Floride, où les deux CLR tournent jour et nuit, provoquant les plaintes des riverains du circuit, gênés par le bruit. En avril, Mercedes achève sa mise au point avec un séjour sur le circuit de Barcelone en Espagne puis une nouvelle séance d'essais de trente heures en France sur le circuit de Nevers Magny-Cours, où trois exemplaires de la CLR bouclent 12 992 km, dont plus de 5 000 km effectués par une seule voiture,,. D'après Mark Webber, « Nous travaillions avec une véritable raison d'être : rendre ces voitures invincibles. »
La Mercedes-Benz CLR est officiellement présentée à la presse lors d'une séance d'essai organisée sur le circuit d'Hockenheim en Allemagne. À ce stade du processus de développement, la CLR a parcouru 34 979 km d'essais sans connaître de réel problème de fiabilité et en testant de nombreuses configurations, notamment pour évaluer l'impact des turbulences aérodynamiques subies lorsqu'une voiture en suit une autre. À cette occasion, Norbert Haug, le directeur de la compétition de Mercedes-Benz Motorsport, déclare que la CLR « tourne comme une horloge » et que son équipe a « développé une base solide » pour être compétitif lors des 24 Heures du Mans. Enfin, Hans Werner Aufrecht, le patron de HWA AG, annonce que la CLR doit être engagée en juillet lors d'une exhibition de deux courses de 97 km sur le Norisring ainsi que pour les trois dernières manches de l'American Le Mans Series (ALMS nouvellement créé) : le Petit Le Mans à Road Atlanta, d'une durée de dix heures, le Monterey Sports Car Championships à Laguna Seca et le Grand Prix de Las Vegas, deux épreuves plus courtes,.

## Engagement aux 24 Heures du Mans 1999

### Préqualifications

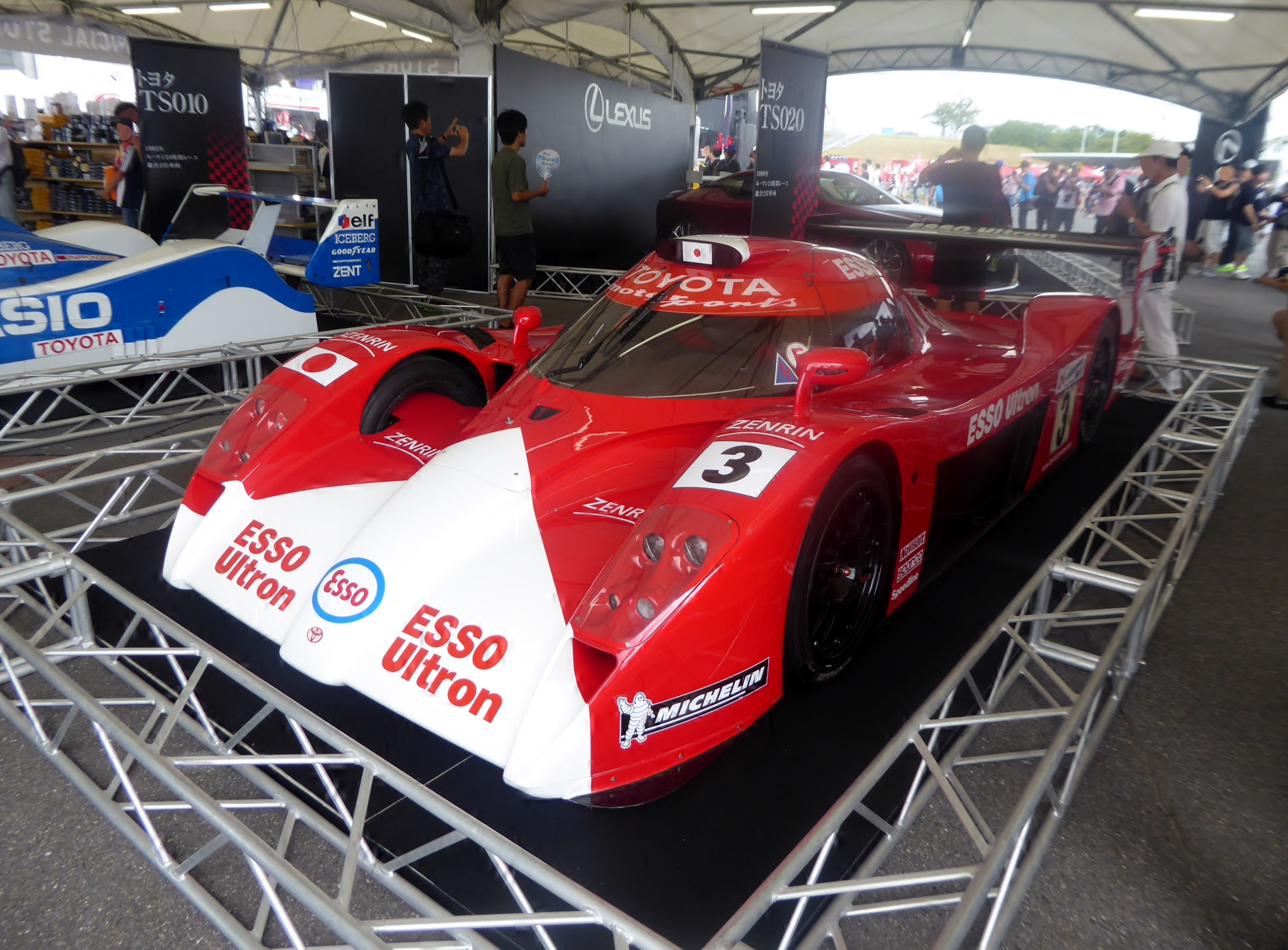
Lors des préqualifications des 24 Heures du Mans 1999, la Toyota GT-One apparaît comme la favorite de l'épreuve.

En remportant le championnat FIA GT 1998, Mercedes a obtenu une inscription garantie aux 24 Heures du Mans 1999, pour la CLR no 4 confiée à Marcel Tiemann, Jean-Marc Gounon et Mark Webber. Christophe Bouchut, Nick Heidfeld et Peter Dumbreck dans la CLR no 5 ainsi que Bernd Schneider, Franck Lagorce et Pedro Lamy, dans la CLR no 6, sont soumis à une séance de préqualification disputée sur le circuit de la Sarthe le 2 mai. La CLR no 4 y participe également à des fins de tests. Au total, plus de 200 personnes composent l'équipe AMG-Mercedes engagée au Mans.
Soixante-deux équipages prennent part à la séance de préqualification, lors de laquelle les voitures établissant les meilleurs temps au tour et celles déjà qualifiées pour la course se partagent les quarante-huit places qualificatives pour l'épreuve. Dans la catégorie des prototypes, regroupant les classes LMP et LMGTP, trente-et-une voitures se départagent les vingt-huit places qualificatives pour le reste de la compétition. La catégorie LMGTP regroupe des Mercedes-Benz CLR, des Toyota GT-One et des Audi R8C tandis que les Audi R8R, les Nissan R391, les BMW V12 LMR, les Courage C52 et les Panoz LMP-1 Roadster-S, engagées par leurs constructeurs respectifs, et les Courage C50, les Lola B98/10 et les Ferrari 333 SP, engagées par des écuries privées, composent la catégorie LMP. La Toyota GT-One no 1, pilotée par Martin Brundle, réalise le meilleur temps préqualificatif en 3 min 31 s 857, suivi de la Panoz LMP-1 Roadster-S no 12. Franck Lagorce, au volant de la CLR no 6, tourne en 3 min 33 s 864 et se classe sixième, derrière les trois équipages de l'écurie Toyota Motorsport, une Panoz et une BMW V12 LMR. La CLR no 6 se fait également remarquer en fin de séance lorsque Bernd Schneider coupe à travers le dégagement en gravillons situé à l'intérieur du vibreur de Mulsanne. Les commissaires de piste posent alors des balises pour la course afin d'éviter une récidive. De leur côté, la CLR no 4 est quatorzième en 3 min 38 s 227 et la CLR no 5 quinzième en 3 min 39 s 730. Si les trois équipages de l'écurie AMG-Mercedes sont préqualifiés, les performances de la CLR inquiètent le constructeur allemand, très largement dominé par Toyota qui fait alors figure de favori pour la victoire. De plus, la CLR subit son premier grave problème de fiabilité depuis le début de son programme d'essais en février puisque le triangle inférieur avant de suspension s'est brisé sur la CLR no 4, provoquant la sortie de piste de Mark Webber au niveau de la seconde chicane de la ligne droite des Hunaudières. L'Australien confie en 2020 que cette défaillance technique et le manque de performance de la CLR provoquent une « panique majeure » chez Mercedes : « Il y avait un soupçon de désespoir et, à ce stade, il n'y avait pas de temps pour résoudre le problème,,. »
Peu après les préqualifications, à cinq semaines de l'épreuve organisée les 12 et 13 juin, Mercedes-Benz se rend sur l'Hockenheimring pour effectuer une séance d'essais privés. Durant cette session, les ingénieurs de Bridgestone, le manufacturier du constructeur allemand, estiment qu'une fine pellicule de gomme en surface du tracé manceau devrait se former pendant les essais préliminaires à la course, avec comme conséquence une nette amélioration de l'adhérence en course. Afin d'anticiper ce gain, les ingénieurs assouplissent les ressorts des suspensions arrière pour qu'ils s'écrasent à haute vitesse, ce qui permet de rehausser l'avant de la voiture et diminue la traînée aérodynamique,.

### Qualifications

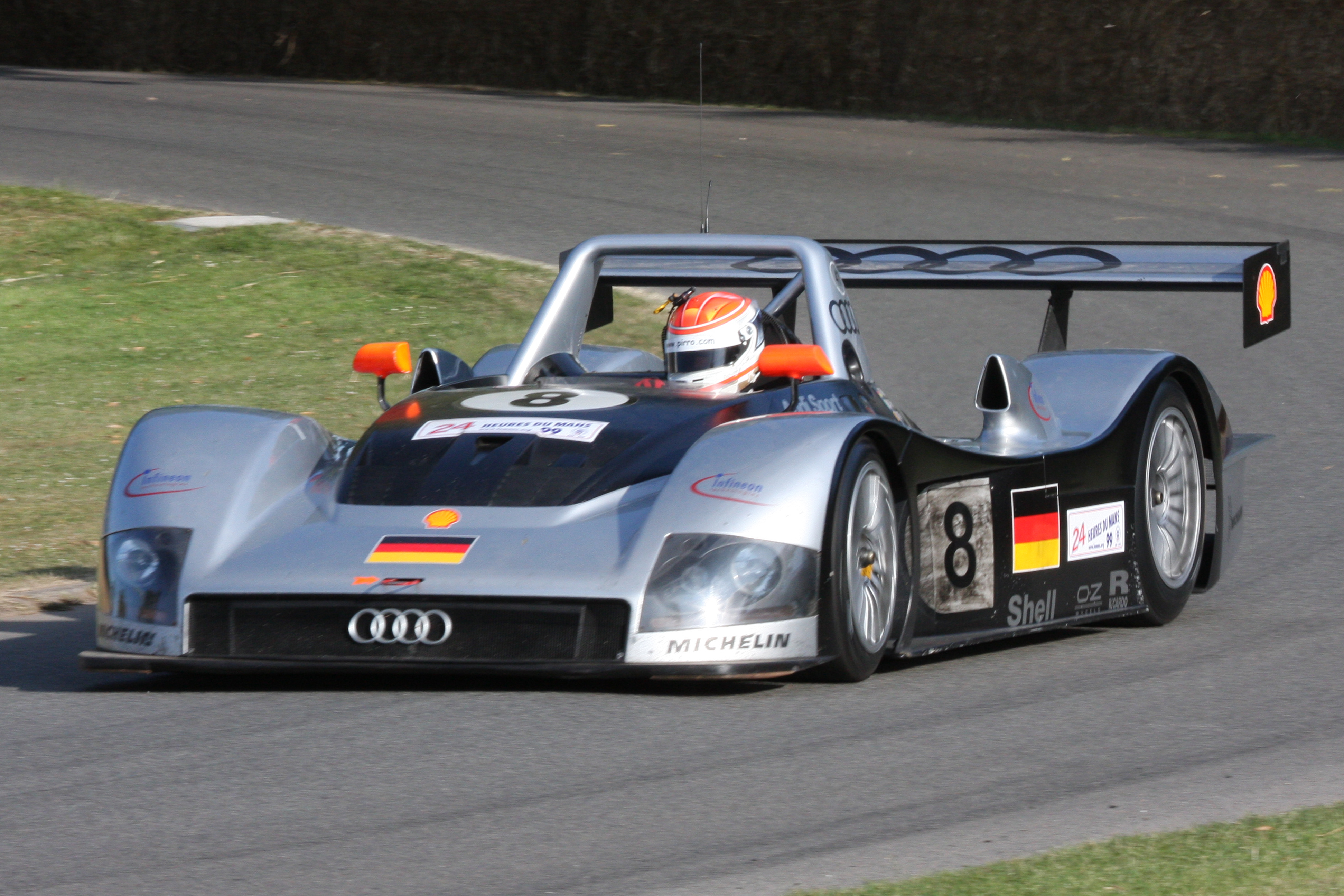
L'Audi R8R de Frank Biela (ici en 2009) que Mark Webber allait dépasser avant son premier accident au volant de la Mercedes-Benz CLR.

La grille de départ des 24 Heures du Mans est établie par deux séances d'essais pour lesquelles le meilleur temps de chaque équipage est retenu. À la fin de la première journée qualificative, le mercredi, la CLR no 5 occupe la cinquième place provisoire, en 3 min 34 s 138, juste devant la CLR no 6, sixième en 3 min 34 s 366 et la CLR no 4, huitième en 3 min 35 s 301. La CLR la plus rapide rend plus de quatre secondes au tour à la Toyota GT-One no 1, auteure du tour le plus rapide de la séance, et est devancée d'une seconde par la Panoz LMP-1 Roadster-S no 12, troisième.

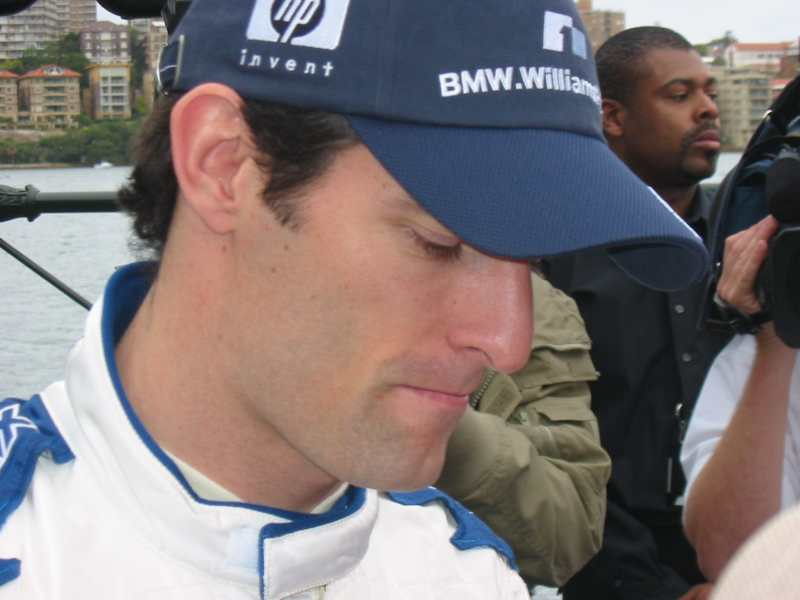
L'Australien Mark Webber (ici en 2005), première victime des envolées de la Mercedes-Benz CLR.

Le jeudi soir, lors de la seconde séance d'essais qualificatifs, au volant de la CLR no 4, Mark Webber, qui a réalisé trois tours chronométrés et effectue des vérifications de fiabilité, arrive dans le sillage de l'Audi R8R no 8 pilotée par Frank Biela dans la ligne droite reliant les virages de Mulsanne et Indianapolis. Au moment de dépasser l'Allemand, le pilote australien, lancé à 300 km/h, sent l'avant de son prototype s'alléger et essaie de freiner mais le nez et les roues avant se soulèvent : la CLR s'envole à dix mètres de hauteur, effectue deux loopings arrière et pivote sur le côté. La voiture heurte la piste sur son flanc droit, bascule sur ses roues avant de déraper sur 300 mètres et de taper dans les rails de sécurité. Souffrant de douleurs bénignes au cou et des contusions aux genoux et aux coudes, Webber est extrait de sa Mercedes par des commissaires de piste et emmené au centre médical du circuit. Pour Webber, le plus grand danger venait des arbres bordant la piste, le pare-brise d'une voiture étant trop fin pour résister à un quelconque choc : « À ce moment-là, je suis à la moitié du vol, c'est long et tout est silencieux. C'était la partie la plus effrayante, il n'y avait pas de bruit. Et tout va très lentement, comme si une tonne dans les airs était une plume au vent. Ce que l'on dit est vrai : dans un moment comme ça, votre vie défile devant vous. Les images, les chapitres qui ont mitraillé mon esprit pendant que j'étais en l’air, c'était phénoménal. » Après une nuit de repos à l'hôtel, Mark Webber rend compte de son accident à ses ingénieurs mais ceux-ci, malgré des données de télémétrie qui attestent d'un événement irrationnel, nient catégoriquement le fait que la CLR ait pu s'envoler, d'autant plus que le secteur du circuit où s'est produit l'accident n'est pas couvert par les caméras de télévision et les photographes. Seul Frank Biela confirme les dires du pilote australien,,,,.
Au terme de la seconde séance qualificative, la Toyota GT-One no 1 de Martin Brundle, Emmanuel Collard et Vincenzo Sospiri réalise la pole position en 3 min 29 s 930. Pour l'écurie AMG-Mercedes, seule la CLR no 6 de Bernd Schneider, Pedro Lamy et Franck Lagorce améliore son temps en 3 min 31 s 541. La CLR no 5 de Christophe Bouchut, Peter Dumbreck et Nick Heidfeld se qualifie en septième position tandis que la CLR no 4 de Mark Webber, Jean-Marc Gounon et Marcel Tiemann se contente de la dixième place.
L'épave de la CLR no 4, très gravement endommagée après l'envolée de Webber, est restituée à Mercedes à l'issue des qualifications. L'écurie publie un communiqué de presse, indiquant qu'elle dispose de suffisamment de pièces de rechange pour réparer son prototype et prendre part à la course. Alors que Mercedes envisage son remplacement par le réserviste Darren Turner, Mark Webber, qui passe sa journée du vendredi chez le physiothérapeute, est autorisé le samedi matin à prendre le départ de l'épreuve donné l'après-midi,,.

### Warm-up
Le samedi matin, une séance d'échauffement de trente minutes est organisée pour achever la préparation des équipes avant la course. La Mercedes-Benz CLR no 4, réparée après son accident du jeudi soir, rejoint ses deux répliques sur le circuit au début de la séance. À son bord, Mark Webber, qui s'attelle à faire un relais court avant de laisser le volant à ses partenaires, suit ses deux coéquipiers dans la ligne droite des Hunaudières et se trouve à environ quinze mètres derrière une Chrysler Viper GTS-R engagée par l'équipe Oreca. Au sommet de la butte à l'approche du virage de Mulsanne, alors que l'Australien ferme la trappe d'aération latérale de son habitacle « car il faisait un peu froid », l'avant de la CLR, lancée à 280 km/h s'allège et décolle à plus de neuf mètres du sol, effectue deux loopings arrière, se déporte sur la droite et heurte violemment la piste et les rails de sécurité sur la partie arrière de la voiture : le capot moteur, l'arrière, la portière gauche et le nez de la CLR sont arrachés. Le prototype, qui a atterri sur le toit, glisse à 150 km/h. Webber, craignant un début d'incendie, dégrafe son harnais de sécurité et se retrouve éjecté de sa voiture ; il lutte durant plusieurs secondes pour rester à l'intérieur de son habitacle, son casque raclant le bitume. La CLR s'arrête finalement sans rien heurter et Webber, sain et sauf, malgré des mains ensanglantées et des blessures mineures aux bras, aux côtes et au dos, est évacué par les commissaires de piste. Contrairement au premier accident, l'envolée de Webber est filmée par les caméras de télévision et photographiée par Frédéric Le Floc'h,,,.
Mercedes-Benz annonce le retrait de la CLR no 4 de l'épreuve, le départ de la course étant donné quelques heures après la séance d'échauffement. L'écurie allemande organise une réunion de crise lors de laquelle elle consulte Norbert Haug et Gerhard Ungar, le concepteur de la CLR, et les pilotes quant à l'éventualité d'un forfait. Christophe Bouchut fait part de ses inquiétudes et explique que l'avant de la voiture s'allège à grande vitesse (une remarque déjà émise par le Français dès les essais de développement mais rejetée par les ingénieurs) ; Franck Lagorce, Jean-Marc Gounon et Pedro Lamy se montrent également préoccupés par le risque d'accident et Webber, persuadé « qu'il y avait une forte chance que la même chose se produise en course », explique que « nous jouions avec le feu ». Bernd Schneider, le pilote le plus expérimenté de l'équipe, souhaite toutefois prendre le départ. L'équipe suppose qu'il y avait un « loup » sur la CLR no 4, dont le fond plat était mal monté, même s'il ne s'agit pas de la cause de ses envolées. En outre, Norbert Haug consulte Adrian Newey, le directeur technique de l'écurie de Formule 1 McLaren Racing motorisée par Mercedes, afin d'être conseillé sur les modifications à apporter pour éviter un nouvel accident : l'ingénieur britannique recommande l'installation de deux petites ailettes de chaque côté du bas du capot avant afin de générer 25 % d'appui aérodynamique supplémentaire, au détriment de la vitesse de pointe. Les pilotes reçoivent enfin la consigne de se décaler systématiquement du sillage des autres voitures,,.

### Course

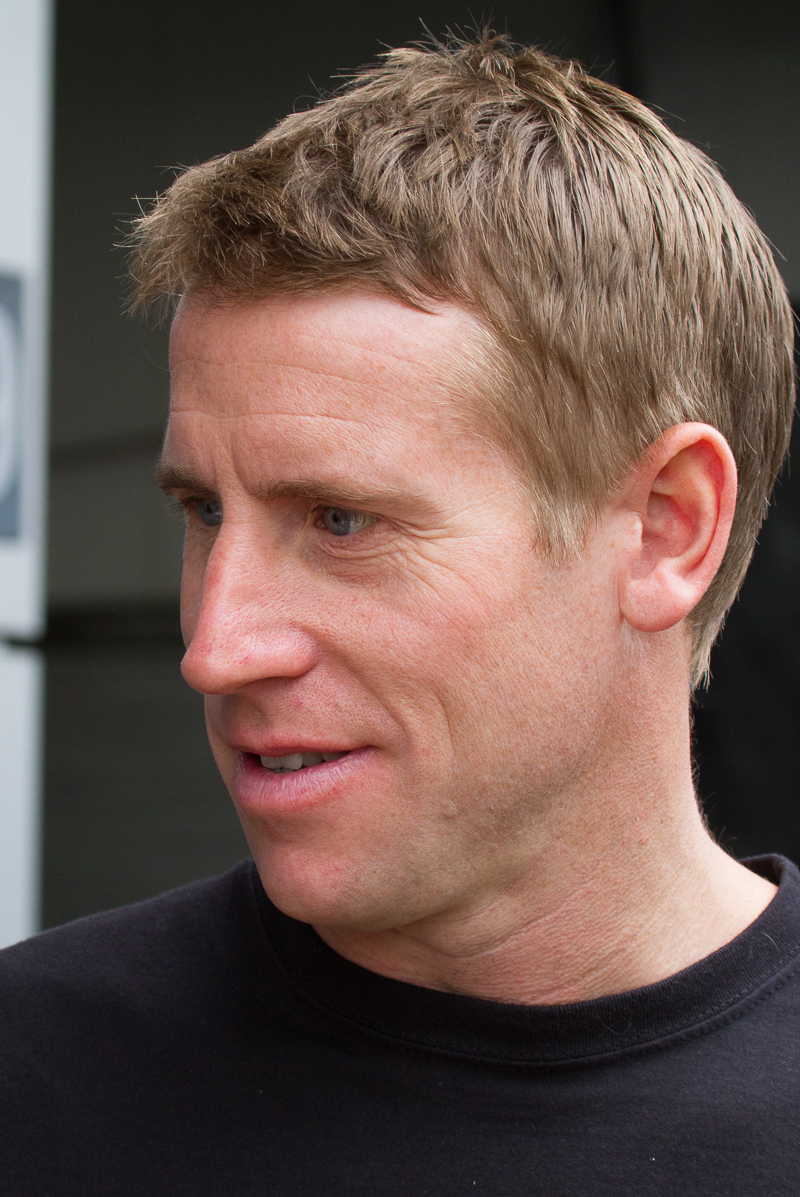
Peter Dumbreck (ici en 2012), le deuxième pilote victime d'un accident sur la Mercedes-Benz CLR au Mans.

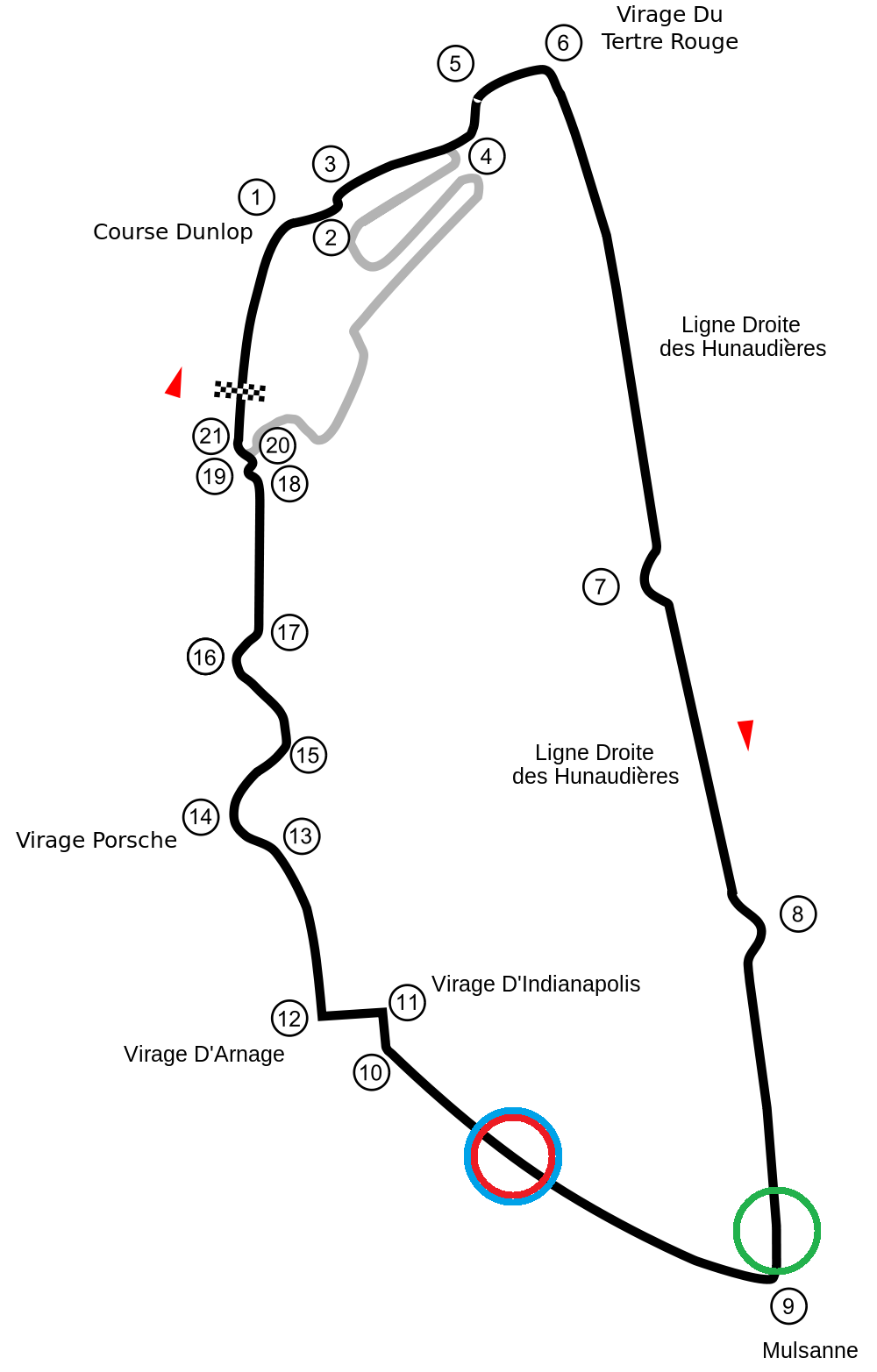
Les localisations des accidents de la Mercedes-Benz CLR sur le circuit de la Sarthe :
En rouge, l'accident de Webber en qualifications.
En vert, l'accident de Webber à l'échauffement.
En bleu, l'accident de Dumbreck en course.

Avec deux voitures engagées pour la course, l'écurie AMG-Mercedes s'élance des quatrième et septième places sur la grille de départ. Au volant de la CLR no 4, Bernd Schneider remonte en troisième position derrière les Toyota GT-One no 1 de Martin Brundle et no 2 de Thierry Boutsen dans les premiers tours, tandis que Christophe Bouchut se hisse à la quatrième place. Les Toyota sont les premières à s'arrêter aux stands, suivies de Schneider et Bouchut puis des deux BMW V12 LMR. À la faveur des ravitaillements successifs des six voitures meneuses, la tête de course change régulièrement entre Toyota, Mercedes-Benz et BMW. Après cinquante minutes, La CLR no 6 est première, devant les GT-One no 2 et no 1, la V12 LMR no 17 de Tom Kristensen et la CLR no 5.
Vers la fin de la quatrième heure de course, à 20 h 41, la CLR no 5, désormais pilotée par Peter Dumbreck et troisième à la suite des problèmes de transmission de la Toyota GT-One no 1, s'accroche avec la Porsche 911 GT2 no 66 de l'écurie Estoril Racing, en catégorie GTS, dans les chicanes Ford, peu avant la ligne droite des stands, et perd une ailette à l'avant droit,.
À 20 h 47, au soixante-quinzième tour, Peter Dumbreck, troisième, poursuit la Toyota GT-One no 2 de Thierry Boutsen, pour le gain de la deuxième place. La CLR profite de l'amélioration de l'adhérence de la piste et tourne de plus en plus vite. Dumbreck prend l'aspiration de Boutsen dans la ligne droite reliant les virages de Mulsanne et d'Indianapolis : les deux pilotes roulent à plus de 320 km/h et sont gênés par le soleil couchant devant eux. Dans le tournant à droite au milieu de cette ligne droite, Dumbreck escalade un vibreur : les roues avant de sa CLR se soulèvent puis l'ensemble de la voiture décolle en arrière. La Mercedes effectue trois rotations dans les airs et atteint près de quinze mètres de hauteur. La voiture poursuit sa trajectoire alors que le tracé tourne vers la droite. Elle survole un poste de contrôle et la barrière de sécurité située sur le côté gauche de la piste et manque de percuter une arche publicitaire avant d'atterrir dans une zone boisée fermée aux spectateurs et dont les arbres avaient été coupés deux semaines avant la course. La voiture creuse alors une ornière dans la terre meuble puis continue à glisser le long de la clairière. Dans l'atterrissage, une souche d'arbre a transpercé la monocoque entre le siège du conducteur et le réservoir de carburant. La CLR s'immobilise à l'endroit et les commissaires de piste se précipitent pour secourir Dumbreck. La course est alors neutralisée par des drapeaux jaunes et la sortie de la voiture de sécurité afin que des dépanneuses accèdent sur le lieu de l'accident. Dumbreck, qui avait perdu connaissance à l'issue de son atterrissage, s'est réveillé et est extrait de l'épave vingt minutes après son accident. Entouré par les commissaires de pistes et d'officiers de gendarmerie, il est soumis à un contrôle d'alcoolémie par la gendarmerie puisque le circuit de la Sarthe emprunte des portions de route nationale ; il est ensuite transporté en ambulance à l'hôpital pour effectuer des radiographies qui ne révèlent aucune blessure,,,,.
À la fin du soixante-seizième tour, Franck Lagorce reçoit la consigne de rentrer la dernière CLR encore en piste au stand : à son arrivée, Mercedes ferme la dernière porte de ses trois garages, signifiant son abandon de l'épreuve. Le lendemain, la BMW V12 LMR no 15 de Joachim Winkelhock, Pierluigi Martini et Yannick Dalmas remporte la course.

## Retrait de la compétition

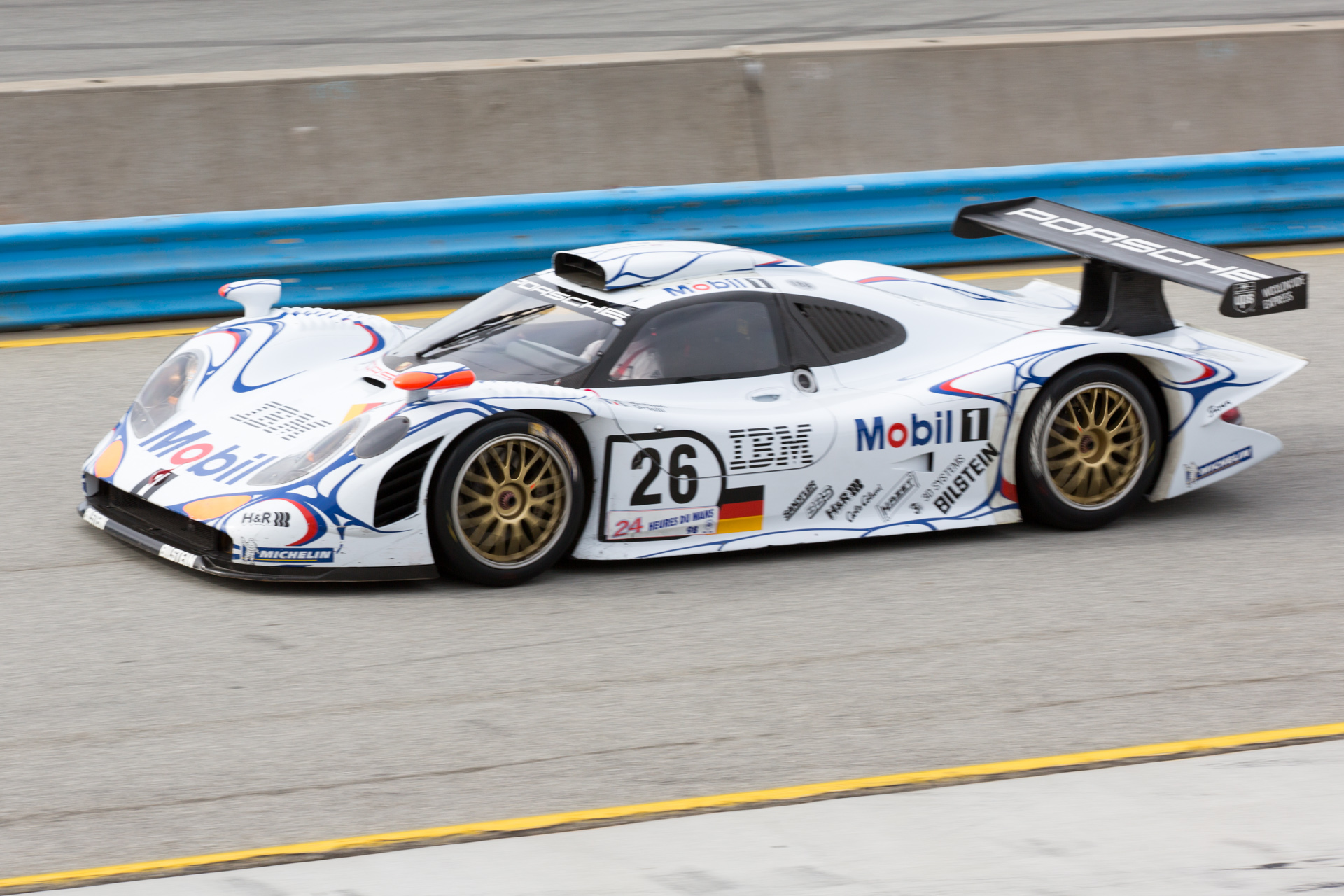
Lors du Petit Le Mans 1998, une Porsche 911 GT1-98 s'est envolée en course, comme la Mercedes-Benz CLR.

Après la course, l'Automobile Club de l'Ouest et la Fédération française du sport automobile enquêtent sur les accidents causés par la Mercedes-Benz CLR. La FFSA a remis en cause la décision de l'ACO d'autoriser AMG-Mercedes à continuer à courir après les deux accidents de Mark Webber lors des qualifications et du warm up mais l'ACO fait valoir que rien n'indiquait que les problèmes rencontrés sur la CLR no 4 allaient survenir sur les autres voitures de Mercedes. L'ACO explique que la conception aérodynamique de la CLR, avec les porte-à-faux avant et arrière les plus longs de la catégorie des prototypes, était la cause de ces accidents. Les observateurs du sport automobile estiment également que les essais effectués par Mercedes-Benz sur des circuits lisses étaient inappropriés pour préparer une course sur un circuit plus bosselé comme celui de la Sarthe,. En outre, les envolées de la CLR ne sont pas inédites : une Porsche 911 GT1-98, de conception similaire à la CLR, a été victime d'un accident presque identique lors du Petit Le Mans 1998 à Road Atlanta aux États-Unis. En 2000, l'ACO modifie la réglementation de la catégorie LMGTP et diminue la longueur maximale autorisée des porte-à-faux. La Fédération internationale de l'automobile charge également un groupe consultatif d'experts d'élaborer une nouvelle réglementation pour éviter que de nouveaux accidents de ce type n'arrivent à d'autres voitures de course. La catégorie LMGTP disparaît en 2000 avec le retrait de Toyota de l'endurance et la focalisation d'Audi sur la catégorie LMP. Cette catégorie revient en 2001 avec la Bentley Speed 8,.
Peter Dumbreck a déclaré que son accident était dû à la trop grande hauteur des vibreurs du circuit et à l'aspiration engendrée par la Toyota GT-One qu'il pourchassait, mais l'Automobile Club de l'Ouest a répondu dans un communiqué que seule la CLR a connu des problèmes d'instabilité aérodynamique par des porte-à-faux avant et arrière trop longs par rapport à la longueur de l'empattement de la voiture, que seule la CLR a été victime de tels accidents lors de l'épreuve, alors qu'elle n'était pas la voiture la plus rapide de la compétition, et que le circuit est homologué par la FIA. Durant l'hiver 2004-2005, des modifications sont apportées à la route nationale 138 qui forme la ligne droite des Hunaudières, en diminuant de 7,9 mètres la hauteur d'une butte à l'approche du virage de Mulsanne où s'est produit l'accident de Mark Webber lors de la séance d'échauffement,,.
Avant même la fin de la course, Mercedes-Benz publie un communiqué dans lequel Norbert Haug affirme que l'équipe a analysé les raisons des multiples accidents de Mark Webber et qu'aucun pilote ne pensait que la CLR avait un problème de stabilité aérodynamique lorsqu'elle prend l'aspiration d'une autre voiture : il explique avoir pris « la bonne décision » en ne retirant pas les deux voitures restantes avant le début de la course, arguant que Bernd Schneider lui a dit qu'il « avait fait ce qu'il fallait ». Enfin, il déclare que l'accrochage entre la CLR no 5 de Dumbreck et la Porsche 911 GT2 d'Estoril Racing a certainement entraîné la perte des ailettes à l'avant de la monocoque, qui servaient à renforcer l'appui aérodynamique, ce qui a rendu la CLR instable. Sur ce sujet, l'Australien David Brabham, pilote de l'écurie Panoz, critique la décision de Haug d'avoir pris part à la course malgré les accidents de Mark Webber tandis qu'un ingénieur d'une autre équipe, restée anonyme, s'inquiète de l'aérodynamique extrême des prototypes d'endurance de l'époque, arguant qu'il est « stupéfiant que quelqu'un puisse donner l'autorisation à ces voitures de courir »,,.
En juillet 1999, peu après l'épreuve mancelle, Mercedes-Benz mène sa propre enquête sur les causes des accidents de la CLR en effectuant des essais privés sur un aérodrome pour vérifier les données obtenues en soufflerie. Bien qu'aucune conclusion n'ait été publiée par le constructeur allemand, ce dernier annule le reste de son programme d'endurance prévu en 1999, se retirant de l'exhibition à Norisring et des trois dernières manches de l'American Le Mans Series et expliquant que le réengagement de la CLK LM de 1998 était « impossible ». Mercedes-Benz annonce finalement son retrait de l'endurance, pour s'engager en Deutsche Tourenwagen Masters (championnat allemand des voitures de tourisme) dès 2000,.
Malgré cet échec, Christophe Bouchut déclare que la CLR est la meilleure voiture de course qu'il ait pilotée durant sa carrière : « La CLR était une vraie auto de guerre. C'était une Formule 1 pour des courses longues. La technique était poussée à la limite. On construit maintenant [dans les années 2010] des autos plus fines et légères. Les courses d'endurance sont devenues un sprint géant. Mercedes avait tout compris. Ils étaient juste un peu en avance sur le temps. »
Depuis, le châssis CLR 002, endommagé au Mans, a été réparé par HWA AG qui l'expose dans son siège à Affalterbach. Le châssis 003 a participé à une démonstration en 2008 à Saint-Ingbert, en Allemagne, à l'occasion de la retraite sportive de Bernd Schneider, puis au Modena Trackdays, une exhibition organisée en 2009 sur le Nürburgring, aux mains d'un propriétaire privé,.